# Márton Áron tér
A Márton Áron tér egy  köztér Budapesten, a XI. és a XII. kerületek határán. Városrészek tekintetében a XI. kerületi része Sasadhoz, a XII. kerületi része pedig Farkasréthez tartozik.

## Leírása
A tér legfőbb jelentősége abban áll, hogy itt található a Farkasréti temető délkeleti főbejárata és a Farkasréti izraelita temető alsó bejárata, ravatalozó épülete, továbbá a temetőig közlekedő 59-es, 59A és 59B villamosok végállomása is. Két buszforgalmat is bonyolító útvonal is keresztezi itt egymást: a Németvölgyi út folytatását képező Érdi út és annak folytatása, a Törökbálinti út, amelyen a 8-as buszok közlekednek a belváros és Gazdagrét között, valamint a Széchenyi-hegy oldalába felkapaszkodó Sasadi út, amely a teret elhagyva Hóvirág út néven halad tovább fölfelé, és amely az 53-as buszok útvonala.
Vendéglátóhelyek is találhatók itt: a Sasadi út és a Törökbálinti út sarka közelében az Auguszt Cukrászda, a villamosforduló mellett, az Érdi út felől nyíló ingatlanon pedig egy étterem, amely korábban a Légiós Pizzéria nevet viselte, később átalakult és új nevet vett fel.
A tér látképét alapvetően meghatározza a közepén körbefutó hurokvágány, valamint a temetők közelsége, ami miatt több virágkereskedés árusítóhelyei is találhatók itt. Az érintett kerületi önkormányzatok több erőfeszítést tettek az elmúlt időszakban a részben illegálisan épült bódék és más műtárgyak eltüntetésére, fejlesztések is történtek (például utcabútorok, kerékpártárolók kihelyezése, műholdas járatkövető rendszer: FUTÁR telepítése stb.), de a tér átfogó rendezése még várat magára.

## Története

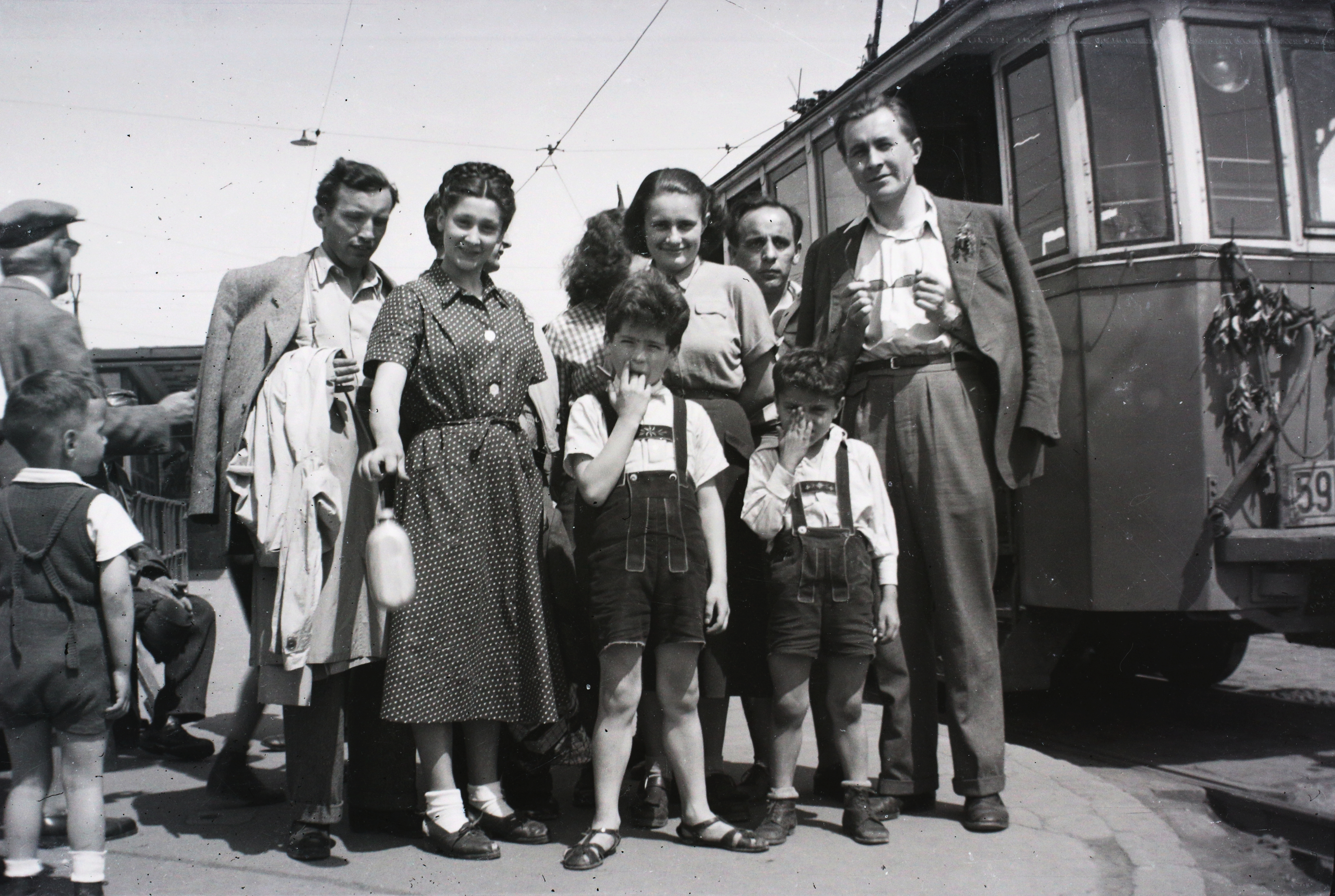
Csoportkép 1939-ben a mai Márton Áron téren, az 59-es villamos végállomásánál (Fortepan 100788)

A tér neve az 1970-80-as években Kis Ferenc tér volt, a Farkasréti temetőben, a közelben nyugvó Kis Ferenc kommunista költő után, majd a rendszerváltás körüli időszakban, 1991-ben a Farkasréti tér nevet vette fel. 2005 óta őrzi Márton Áron gyulafehérvári püspök nevét.